# Agripino Lima
Agripino de Oliveira Lima Filho (Lençóis Paulista, 31 de agosto de 1931 —  São Paulo, 7 de março de 2018) foi um advogado, professor, empresário e político brasileiro.
Foi prefeito da cidade de Presidente Prudente em duas ocasiões: a primeira entre os anos de 1993 e 1996 e a segunda vez, entre os anos de 2001 a 2007, tendo sido reeleito nas eleições de 2004 para um segundo mandato. Agripino Lima exerceu outras atividades políticas na cidade e região de Presidente Prudente, como vice-prefeito entre 1989 a 1992, vereador, deputado estadual e federal.
Agripino também é conhecido por ser fundador da Associação Prudentina de Educação e Cultura, responsável por manter a Universidade do Oeste Paulista e de ser o responsável pela construção de da unidade de saúde pública Hospital Universitário, atual Hospital Regional de Presidente Prudente, que em 2009 foi adquirido pelo Governo do Estado de São Paulo.

## Biografia

### Início de vida, formação e carreira
Agripino de Oliveira Lima Filho, nasceu em uma propriedade rural, Fazenda Graminha, localizada no município de Lençóis Paulista. Oitavo filho do casal Agripino de Oliveira Lima e Silvéria do Prado Oliveira Lima cresceu em uma família de 12 irmãos.
Graduou-se em direito pela Instituição Toledo de Ensino em 1967 e em licenciatura em Pedagogia pela Faculdade de Filosofia, Ciências e Letras de Mogi das Cruzes em 1970. Através do magistério, tornou-se diretor da Escola Formozinho Ribeiro (na época, Escola da Vila Charlotte).
A associação é mantenedora da Universidade do Oeste Paulista, principal instituição de ensino da região de Presidente Prudente, com campis distribuídos em outras cidades do estado de São Paulo.

### Carreira política
Agripino Lima já esteve filiado a diversos siglas partidárias, pertenceu a ARENA, partido de apoio ao regime militar durante o bipartidarismo, Partido Trabalhista Brasileiro (PTB) de Jânio Quadros. Convidado pela presidência do Partido da Frente Liberal (PFL), lá permaneceu até 1998, quando decidiu retornar sua filiação para o PTB, esteve filiado ao Partido Socialista Cristão e sua última passagem foi no PMDB, a convite do ex-presidente Michel Temer, seu amigo.
Iniciou carreira política ao eleger-se vereador de Presidente Prudente no pleito de novembro de 1972, na legenda da Aliança Renovadora Nacional (ARENA), partido de apoio ao regime militar. Empossado em fevereiro de 1973, cumpriu o mandato até o final da legislatura, em janeiro de 1977. A essa altura, já havia sido reeleito vereador em novembro de 1976, pela Arena. Empossado em fevereiro seguinte, com o fim do bipartidarismo em novembro de 1979 e a subseqüente reformulação partidária, Lima Filho filiou-se ao Partido Democrático Social (PDS), agremiação que sucedeu a Arena.
No pleito de novembro de 1982, concorreu sem sucesso à prefeitura de Presidente Prudente, pelo PTB, agremiação cujo principal nome em São Paulo era o ex-presidente Jânio Quadros.

#### Deputado constituinte
Voltou a ter êxito no pleito de novembro de 1986, elegendo-se deputado federal constituinte pelo PFL de São Paulo. Empossado em fevereiro de 1987, quando se iniciaram os trabalhos da Assembleia Nacional Constituinte, integrou, como membro titular, a Subcomissão da Educação, Cultura e Esportes; a Comissão da Família, da Educação, Cultura e Esportes; da Ciência e Tecnologia e da Comunicação; e, como suplente, a Subcomissão de Garantia da Constituição, Reformas e Emendas; a Comissão da Organização Eleitoral, Partidária e de Garantia das Instituições.
Nas votações mais importantes da ANC, pronunciou-se  contra o rompimento de relações diplomáticas com países com política de discriminação racial, a limitação do direito de propriedade privada, o aborto, o mandado de segurança coletivo, a estabilidade no emprego, a remuneração 50% superior para o trabalho extra, a jornada semanal de 40 horas, o turno ininterrupto de seis horas, a soberania popular, o voto aos 16 anos, a estatização do sistema financeiro, a limitação dos encargos da dívida externa, a criação de um fundo de apoio à reforma agrária e a desapropriação da propriedade produtiva.
Manifestou seu voto favorável nas questões do aviso prévio proporcional, da pluralidade sindical, do presidencialismo, da nacionalização do subsolo, do limite de 12% ao ano para os juros reais, da proibição do comércio de sangue e do mandato de cinco anos para o presidente da República. Apresentou 132 emendas tendo 51 aprovadas. Após a promulgação da Constituição Federal em 5 de outubro de 1988, voltou a participar dos trabalhos legislativos ordinários na Câmara dos Deputados. Não concorreu à reeleição no pleito de outubro de 1990, deixou a Câmara em janeiro do ano seguinte, ao final da legislatura.

#### Liderança regional
Nas eleições municipais de 1992 elegeu-se prefeito de Presidente Prudente, na legenda do PFL, assumindo o mandato em janeiro de 1993, inexistindo o instituto da reeleição, deixou o Executivo municipal em dezembro de 1996, nas eleições estaduais de 1998 candidatou-se a uma cadeira na Assembleia Legislativa de São Paulo, pelo PFL, sendo o candidato mais votado do seu partido, 198.544 votos. Depois de eleito retornou para a legenda do PTB, iniciou o mandato em fevereiro de 1999. Fez 135 emendas ao Orçamento do Estado, objetivando o repasse de verbas para as entidades de assistência social de Presidente Prudente e região. Através de sucessivos pronunciamentos e audiências com o secretário da Agricultura e o governador do Estado, conseguiu anistia para multas de ICMS lançadas contra os produtores de cereais. Propôs, e o Tribunal de Justiça incluiu no Projeto de Reforma da Organização Judiciária do Estado, a criação de mais 3 varas para a Comarca de Presidente Prudente – uma delas para feitos referentes ao Estatuto da Criança e do Adolescente.

#### Prefeito de Presidente Prudente (2001-2007)
Nas eleições municipais de 2000, Agripino Lima voltaria a concorrer a cadeira de prefeito de Presidente Prudente, sendo eleito em outubro com 56.101 votos, aproximadamente 55,29% dos votos válidos, em dezembro renunciou ao mandato de deputado estadual para assumir o cargo. No dia 1° de janeiro de 2001 foi empossado prefeito de Presidente Prudente. Disputou a reeleição para o cargo de prefeito em outubro de 2004, alcançando a vitória mediante votação de 55,13% dos votos válidos, 62.501 votos.
O segundo mandato de Agripino Lima somente se findaria em 31 de dezembro de 2008, entretanto no ano 2007 foi condenado pelo Tribunal de Justiça de São Paulo a ressarcir os cofres do município por ter adquirido sem licitação aparelhos na Alemanha para a montagem de um planetário no parque Cidade da Criança, resultando na perda de seus direitos políticos por período de cinco anos. Em acordo com a determinação de dispositivo da Lei Orgânica Municipal que determinava que quando o prefeito municipal perdesse seus direitos políticos durante o mandato deveria o mesmo ser destituído, a Câmara de Vereadores desta forma declarou a vacância do cargo, pouco depois, assume a chefia do município o então vice-prefeito, Carlos Roberto Biancardi.
As movimentações pela saída de Agripino prosseguiram, recorreu-se ao Tribunal de Justiça de São Paulo, mas perdeu. Em novembro de 2007, através da iniciativa do então vereador Nico Rena, a Câmara aprovou decreto legislativo (nº 392/07), que anulava a declaração de vacância do cargo, desta maneira Agripino Lima pôde reassumiu suas funções, um dia após, foi apresentado um mandado de segurança que anulava o tal decreto. Agripino Lima novamente recorreu, porém sem vitórias. O então vice-prefeito cumpriu o segunda mandato do ex-prefeito.

#### Eleições municipais em Presidente Prudente (2012 e 2016)
Candidatou-se posteriormente duas vezes a Prefeitura de Presidente Prudente, nas eleições municipais de 2012 e de 2016. Em 2012, Agripino formou chapa com o filho, Paulo Cesar de Oliveira Lima, candidato a vice-prefeito, no entanto por decisão da Justiça Eleitoral, a coligação para o cargo majoritário foi impugnada. Em 2016, Agripino candidatou-se novamente a prefeito pela cidade, sem problemas em registro de candidatura ou com impugnação, alcançou no pleito a terceira colocação com 30.224 votos, muito próximo do segundo colocado que obteve votação igual a 32.175 e do eleito, Nelson Bugalho com 30.224.

## Controvérsias

#### Movimento dos Trabalhadores Sem Terra (MST)
Durante sua longa carreira política, Agripino Lima expressou falas que repercutiram nacionalmente, em 30 de janeiro de 2002, no exercício do cargo de prefeito de Presidente Prudente, Agripino interrompeu uma marcha de integrantes do Movimento dos Trabalhadores Rurais Sem Terra (MST) na altura do quilômetro 463 da Rodovia Assis Chateaubriand, a oito quilômetros em direção à cidade, os manifestantes vinham em caravana iniciada dois dias antes em Presidente Bernardes, o então prefeito construiu uma barreira com pás-carregadeiras, motoniveladoras e demais equipamentos automotores do município na rodovia, além de uma barricada de pneus, com o bloqueio cerca de mil famílias de sem-terra permaneciam acampadas no acostamento da rodovia.
Os sem-terra eram comandados por José Rainha Júnior, principal liderança do movimento no Pontal do Paranapanema. A caravana, chamada de "Marcha Pela Paz", foi um protesto contra a intensificação da violência na região em ocupações. Agripino Lima e José Rainha Junior mantaram postura irredutível, promotores de Justiça de Presidente Prudente chegaram a ir até o local dos protestos e tentar convencer os líderes do movimento a encerrar a marcha, o mesmo foi proposto ao prefeito que se negava a resistir. Depois do impasse, um dia depois, a marcha seguiu seu curso. O Ministério Público abriu inquérito para apurar a conduta do prefeito, mas o caso foi arquivado.

## Morte
Em 7 de março de 2018, por falência múltipla de órgãos em internação no Hospital Sírio Libanês em São Paulo, Agripino Lima foi a óbito. O velório do ex-chefe do Poder Executivo prudentino ocorreu no Santuário Morada de Deus, em Álvares Machado, monumento religioso que a mando do próprio foi construído e a seu desejo foi enterrado.